# Pracký kopec

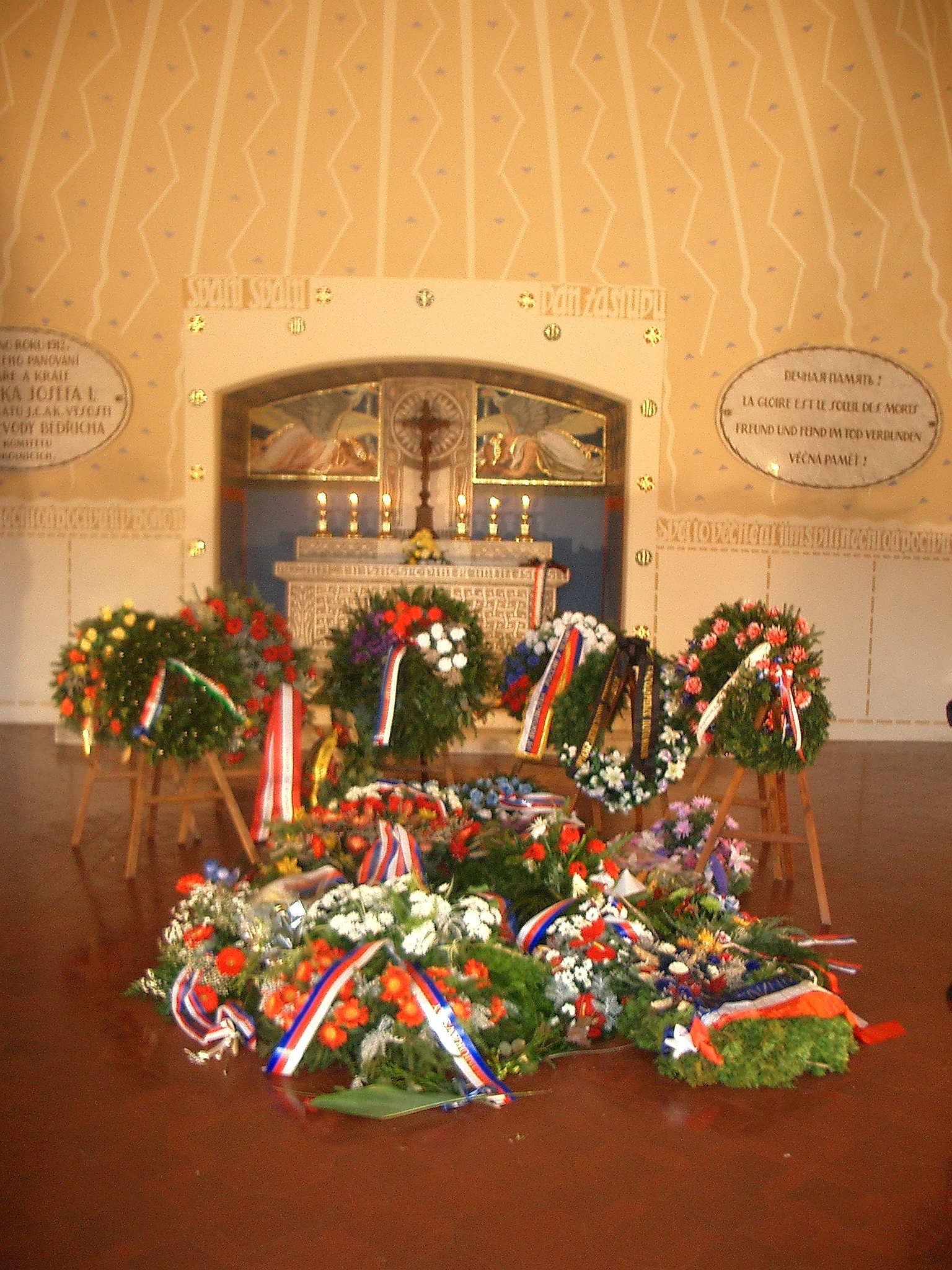
Monumentul Păcii de la Austerlitz în interior

Pracký kopec (germ.Pratzeberg sau Pratzen) este o înălțime cu altitudinea de 324 m deasupra n.m. În regiunea dealului a avut loc la 2 decembrie 1805 Bătălia de la Austerlitz.

## Date geografice
Pracký kopec, parte integrantă a Colinelor Ceho-Morave se află amplasat la nord de Újezd u Brna în districtul Okres Brno-venkov, fiind înconjurat de satele Prace, Hostěrádky-Rešov, Sokolnice  și Kobylnice. Dealul care este parțial împădurit, este mărginit de văile apelor Říčka (Goldbach) și Litava (Littawa) fiind situat în regiunea depresiunii din Moravia de sud din Republica Cehă.

## Monumentul păcii
Pe locul bătăliei se află "Monumentul Păcii" (Mohyla míru) un monument ridicat între anii 1909-1911 prin inițiativa teologului Alois Slovák care dorea ca el să devină simbolul păcii între popoare. Monumentul a fost proiectat de Josef Fanta, el a fost inaugaurat în anul 1912. Monumentul are o înălțime de 26 m fiind conceput într-o asemnătoare mormintelor vechi slave. În colțuri se află patru statui ale sculptorului Čeňek Vosmík, statui care reprezintă soldați din armata franceză, austriacă și rusă. În interioul monumentului se află o capelă ce ocupă o suprafață de 10 x 10 m. În capelă se află un altar din marmoră albă de Carrara, cu statuia Madonei cu îngeri. Capela are o acustică deosebită, ceea ce face ca o singură șoaptă să poată fi auzită în cel mai îndepărtat colț al capelei. Sub capelă se află un mormânt unde sunt îngropate osemintele găsite, ce provin din bătălie. În anul 1925 monumentul a fost declarat muzeu.